# The Lion Sleeps Tonight
The Lion Sleeps Tonight ist ein von mehreren Interpreten zum Millionenseller gebrachter Song, der 1939 vom Südafrikaner Solomon Linda komponiert und im selben Jahr von Solomon Linda’s Original Evening Birds als Mbube gesungen wurde. In verschiedenen Coverversionen (u. a. Wimoweh) wechselte es mehrfach den Musiktitel.

## Entstehungsgeschichte

Solomon Linda – Mbube (1939)

Die Idee zum Lied kam dem Südafrikaner Solomon Linda bei der Verfolgung von Löwen, die Rinderherden angegriffen hatten. Seine Gesangsgruppe Evening Birds wurde 1938 von einem Talentsucher entdeckt und zum Tonstudio von Eric Gallo nach Johannesburg vermittelt. Im August 1939 nahm er als Solomon Linda’s Original Evening Birds zwei Stücke mit ihnen auf, darunter den unter dem Eindruck der Löwenverfolgung entstandenen Song als Mbube („Löwe“ in der Sprache isiZulu), ein einfaches Lied, das auf nur drei Akkorden aufbaut. Die Evening Birds sangen in der Besetzung Solomon Linda (Sopran), Gilbert Madondo (Alt), Boy Sibiya (Tenor), Gideon Mkhize/Samuel Mlangeni/Owen Sikhakhane (Bass) und wurden bei ihren ekstatischen A-cappella-Gesängen erst beim dritten Take von Gitarre, Banjo und Klavier begleitet. Als Musikproduzent fungierte Griffith Motsieloa. Das Masterband wurde nach England geschickt, wo die Singles gepresst und nach Südafrika zurückgesandt wurden.

## Veröffentlichung und Erfolg
Die Single Mbube / Ngi Hambiki erschien im September 1939 auf Gallos eigenem Plattenlabel Gallo Records (G.E. 829), ohne dass zu Gunsten des Autors Solomon Linda ein Urheberrecht angemeldet wurde. Das lag daran, dass Linda seine Urheberrechte für 10 Schillinge an Eric Gallo veräußert hatte, der die Rechte seinem Musikverlag Gallo Music Publishing SA überließ. Das Plattenlabel Gallo Records war damals das größte Label Südafrikas. Mbube wurde zu einem großen Hit und setzte über 100.000 Exemplare um. Mbube war der Ausgangspunkt der gleichnamigen südafrikanischen Gesangsform und des Musikstils Isicathamiya.

## Erste Coverversion
Inspiriert durch die lokalen Erfolge sandte etwa 1949 die Plattenfirma Gallo Records eine Kopie an den Distributionspartner Decca Records in die USA, die jedoch zunächst kein Interesse zeigten. Als der Folksänger Pete Seeger 1951 durch den Musikethnologen Alan Lomax auf den Song aufmerksam gemacht wurde, schrieb Seeger mit dem Titel Wimoweh unter dem Pseudonym Paul Campbell einen englischen Text und nahm ihn mit seiner Begleitgruppe The Weavers am 25. Oktober 1951 im Decca Studio Pythian Temple in New York unter Produzent Milt Gabler auf. Allerdings handelte es sich bei Wimoweh um einen Hörfehler vom Zulu-Wort Uyimbube („er ist ein Löwe“), das ähnlich ausgesprochen wird wie Wimoweh. Die überwiegende Instrumentalaufnahme im Big-Band-Stil vom Orchester Sammy Lowe wurde mit „Wimoweh“-Gesangseinlagen der Weavers auf der Single Wimoweh / Old Paint (Decca 27928) im November 1951 veröffentlicht und gelangte bis auf Rang 14 der US-Hitparade. Die Weavers verkauften von Wimoweh zwischen 200.000 und einer Million Exemplare. Seeger hatte von den afrikanischen Wurzeln seines Hits erfahren und wollte die Royaltys an Gallo Records weiterleiten, befürchtete jedoch, dass sie bei Solomon Linda nicht ankommen würden. Stattdessen sandte Seeger ihm einen Scheck über 1000 US-Dollar.

## Weitere Coverversionen

The Tokens – The Lion Sleeps Tonight (1961)

Es gibt mindestens 150 Coverversionen; Jimmy Dorsey griff es als Wimoweh als erster auf (aufgenommen am 4. Februar 1952). Eine Live-Version der Weavers folgte auf deren LP The Weavers at Carnegie Hall (April 1957), Pete Seeger brachte als Solist die LP American Favorite Ballads Vol. 3 bei Folkways Records mit Wimoweh heraus (produziert von Moses Asch; FA 2322; 1959). Das Kingston Trio übernahm ihn für die LP Live from the Hungry i (Januar 1959), die bis auf Rang 2 der LP-Charts vordrang. Miriam Makeba nahm den Song mehrfach auf (erstmals im Mai 1960 mit dem Chad Mitchell Trio).
Als die Tokens ein neues Plattenlabel suchten, sangen sie Wimoweh den Musikproduzenten Hugo Peretti und Luigi Creatore vor, die einen neuen Text vorschlugen. Mit Hilfe von George David Weiss – der für Doris Day und Peggy Lee arrangierte – und Albert Stanton entstand im Juli 1961 auf Grundlage der ursprünglichen Coda beim dritten Take die Idee zur Hookline „In the jungle, the mighty jungle, the lion sleeps tonight.“ Trommeln imitierten afrikanische Dschungelrhythmen, Jay Siegel sang Falsett-Lead. Während der Gegenmelodie des Saxophons ist die hohe Stimme der Opernsopranistin Anita Darian zu hören. In dieser Form war man der Auffassung, eine neue Komposition geschaffen zu haben und meldete sie dem Musikverlag Abilene Music an. Unter dem Titel The Lion Sleeps Tonight erschien der der Gruppe wenig attraktiv erscheinende Titel als B-Seite von Tina am 17. November 1961. Alsbald erhielt die B-Seite mehr Airplay und erreichte schließlich den ersten Rang der Pophitparade, wo sie für drei Wochen verblieb. Mit über sechs Millionen verkaufter Exemplare war sie einer der erfolgreichsten Hits des Jahres 1961.
Karl Denver brachte nachfolgend den Titel Wimoweh auf Rang 4 in England (Dezember 1961). Weitere Versionen unter diesem Titel stammen von Terry Lightfoot, Chris Barber, Hugh Masekela (LP Trumpet Africaine; Mai 1963) und Manu Dibango. Der deutsche Text unter dem Titel Der Löwe schläft heut’ Nacht stammt von Kurt Feltz, gesungen vom Franzosen Henri Salvador (März 1962, #23). Es folgten die New Christy Minstrels (LP Wanderin’ Minstrels; Oktober 1965). Bei Robert Johns Single-Fassung (November 1971) wurden auf dem Label neben dem Titel The Lion Sleeps Tonight auch Wimomweh und Mbube sowie alle Komponisten („Linda, Peretti, Creatore, Weiss, Stanton, Campbell“) aufgezählt. Er notierte auf Rang 3 der Charts, wurde zum Millionenseller und erhielt die Goldene Schallplatte am 15. Dezember 1971. Weitere Versionen stammen von Panama Francis, Samy Lowe und The Nylons.
Die Walt Disney Company übernahm für ihre Filmproduktion Der König der Löwen den Song 1994 als Filmmusik. Einen weiteren Nummer-eins-Hit landete Tight Fit im Januar 1982. Pow woW erreichte mit der französischen Version Le lion est mort ce soir 1992 Rang vier der französischen Hitparade. Daniel Küblböck belegte 2004 mit seiner Neuaufnahme Platz 7 der deutschen Singlecharts. Der Tokens-Hit belegt Rang 159 der Songs of the Century. Weitere Versionen unter dem Titel The Lion Sleeps Tonight stammen von Michel Godard und von Dr. Michael White. Eine Version mit schwäbischem Text wurde von der Mundart Band Herrn Stumpfes Zieh & Zupf Kapelle als Bemberle veröffentlicht.

## Urheberrechtsprobleme
Solomon Linda (Solomon Tsele, 1909–1962 in Ladysmith) starb im Oktober 1962 und hinterließ seinen drei Töchtern ein Barvermögen von 25 $. Er hatte seine Urheberrechte an Mbube bei Veröffentlichung an den Musikverlag Gallo Music Publishing SA verkauft und damit formal keinen Rechtsanspruch mehr als Komponist am Song. Wimoweh und seine spätere Adaption The Lion Sleeps Tonight hatten verschiedene Komponisten und Musikverlage. Wimoweh wurde von Paul Campbell geschrieben, wohinter sich Pete Seeger versteckte; Musikverlag war die Howard Richmond und Al Brackman gehörende The Richmond Organization TRO/Folkways Music. The Lion Sleeps Tonight wiederum enthielt als Autorenangabe Peretti/Creatore/Weiss/Stanton und Abilene Music als Musikverlag. Am 1. Januar 1992 erhielt dieser Musiktitel in den USA eine Copyright-Verlängerung zugunsten von Weiss/Creatore/Peretti unter der Bedingung, 10 % der Autoren-Einnahmen nach Südafrika abzutreten.
Das Musikmagazin Rolling Stone veröffentlichte im Mai 2000 vom südafrikanischen Journalisten Rian Malan einen Artikel über die Song-Historie und brachte den Stein ins Rollen. Der Artikel wurde eingeleitet mit dem Satz, dass zunächst ein Zulu-Mann Zauber machte und dann der weiße Mann das Geld. 2001 übernahm der südafrikanische Rechtsanwalt Hanro Friedrich zusammen mit Owen Dean die Vertretung der drei Töchter im Urheberrechtsstreit. 2003 entdeckten die Anwälte, dass eine Klausel im südafrikanischen Imperial Copyright Act of 1911 eine Rechterückgabe 25 Jahre nach dem Tod des Autors auf dessen Erben ermöglichten; das wäre 1987 gewesen. Im September 2004 entschied ein südafrikanisches Gericht in diesem Sinne.
2005 erklärte der Musikverlag Folkways Music Publishers, dass er künftig alle Tantiemen den Erben Lindas überlassen wird. Schließlich verklagten Lindas Töchter Abilene Music 2004 auf einen Schadensersatz von 1,5 Millionen $ und erreichten im Februar 2006 einen außergerichtlichen Vergleich, wonach die Erben 25 % der seit 1987 vereinnahmten und künftigen Tantiemen erhielten. Die Tantiemen werden alleine aus der Filmmusik auf 15 Millionen $ geschätzt, insgesamt dürften sie sich auf 72 Millionen $ belaufen. Disney zahlte 1,25 Millionen $ aus den Filmeinnahmen an die Erben.